# 高橋博昭
高橋 博昭（たかはし ひろあき、1954年6月2日 - ）は、愛媛県松山市出身の元アマチュア野球選手、監督である。ポジションは外野手、投手。

## 来歴・人物
北条高校では投手として活躍する。高校卒業後に亜細亜大学に進学し、外野手に転向する。
大学卒業後は社会人野球の愛知トヨタ自動車に入団し、本田技研鈴鹿へ移籍する。
その後は、本田技研鈴鹿の監督を務め、1994年の都市対抗野球ではチームを優勝に導いた
2006年の2006 ハーレムベースボールウィークの全日本代表の監督を務めた。
2011年から日本プロスポーツ専門学校の監督を務め、同年11月からから永和商事ウイングの初代監督を務めた。